# نیژنیه کارگالی
نیژنیه کارگالی (انگلیسی: Nizhniye Kargaly) یک شهرک در شهرستان بلاگووارسکی باشقیرستان کشور روسیه است.